# Дельта-катенін
Дельта-катенін 1 і дельта-катенін 2 — це члени субродини протеїнів з десятьма повтореннями амінокислотних залишків (англ. Armadillo-repeats). 

## Характеристики
Дельта-катенін 2 експресується в клітинах головного мозку та відіграє важливу роль в регуляції когнітивного розвитку. Дельта-катенін має схожі властивості з бета-катеніном та гамма-катеніном. Дельта-катеніни можуть взаємодіяти з пресеніліном 1, що асоційований з раннім розвитком хвороби Альцгеймера. Катенін-пресенілінова взаємодія має також значення для функціонування кадгеринів та регуляції клітинної адґезії.
Дельта-катеніни беруть участь в регуляції транскрипційного фактору NF-κB, що є частиною сигнального шляху Wnt/TCF.